# Temporada de furacões no Pacífico de 1993
A temporada de furacões no Pacífico de 1993 foi um pouco acima da média da temporada de furacões no Pacífico, com sete tempestades com impacto direto sobre a terra. A temporada começou oficialmente em 15 de maio no Pacífico Oriental, e em 1 de junho no Pacífico Central, e terminou em 30 de novembro; essas datas delimitam convencionalmente o período durante o qual a maioria dos ciclones tropicais se forma no nordeste do Oceano Pacífico. O primeiro ciclone tropical desenvolveu-se em 11 de junho, mais de um mês após o tradicional início da temporada. A última tempestade denominada da temporada, a Tempestade Tropical Norma, se dissipou em 14 de outubro. O Oceano Pacífico Central viu muito pouca atividade tropical, com apenas um ciclone, o furacão Keoni, se desenvolvendo naquela região específica. No entanto, muitas tempestades fora da temporada cruzaram o limiar do Pacífico Central, muitas como furacões e até mesmo grandes furacões.
A temporada produziu quinze tempestades com nomes, o que foi ligeiramente abaixo da média de dezasseis tempestades com nomes por temporada. No entanto, o total de onze furacões durante a temporada foi ligeiramente acima da média, e o total de nove grandes furacões foi significativamente maior do que a média de três. A tempestade mais mortal foi o furacão Calvin, que matou 37 pessoas no México.

## Previsões
| Recorde                     | Recorde                     | Tempestades nomeadas | Furacões | Furacões maiores | Ref |
| --------------------------- | --------------------------- | -------------------- | -------- | ---------------- | --- |
| Média                       | Média                       | 13                   | 7        | 4                |     |
| Recorde de atividade alta:  | Recorde de atividade alta:  | 1992: 27             | 2015: 16 | 2015: 11         |     |
| Recorde de atividade baixa: | Recorde de atividade baixa: | 2010: 8              | 2010: 3  | 2003: 0          |     |
| Data                        | Fonte                       | Tempestades nomeadas | Furacões | Furacões maiores | Ref |
| 23 de maio de 1993          | NOAA                        | 10–14                | 5–9      | 3–5              |     |
| Área                        | Área                        | Tempestades nomeadas | Furacões | Furacões maiores | Ref |
| Actividade actual:          | EPAC                        | 14                   | 10       | 8                |     |
| Actividade actual:          | CPAC                        | 1                    | 1        | 1                |     |
| Actividade actual:          | Actividade actual:          | 15                   | 11       | 9                |     |

Em 23 de maio de 1993, o CPC da Administração Oceânica e Atmosférica Nacional (NOAA) publicou as suas previsões para as temporadas de furacões no Atlântico e no Pacífico do ano 1993. Esperava-se que a temporada do Pacífico estivesse obstaculizada pelo ciclo de décadas de duração que começou em 1995, que geralmente aumentou a cisalhamento do vento através da bacia. A NOAA previu um nível de atividade por abaixo do normal no Pacífico oriental, com 10-14 tempestades nomeadas, das quais se esperava que 5-9 se convertessem em furacões, e 3-5 que se espera que se convertam em furacões maiores.

## Resumo da temporada

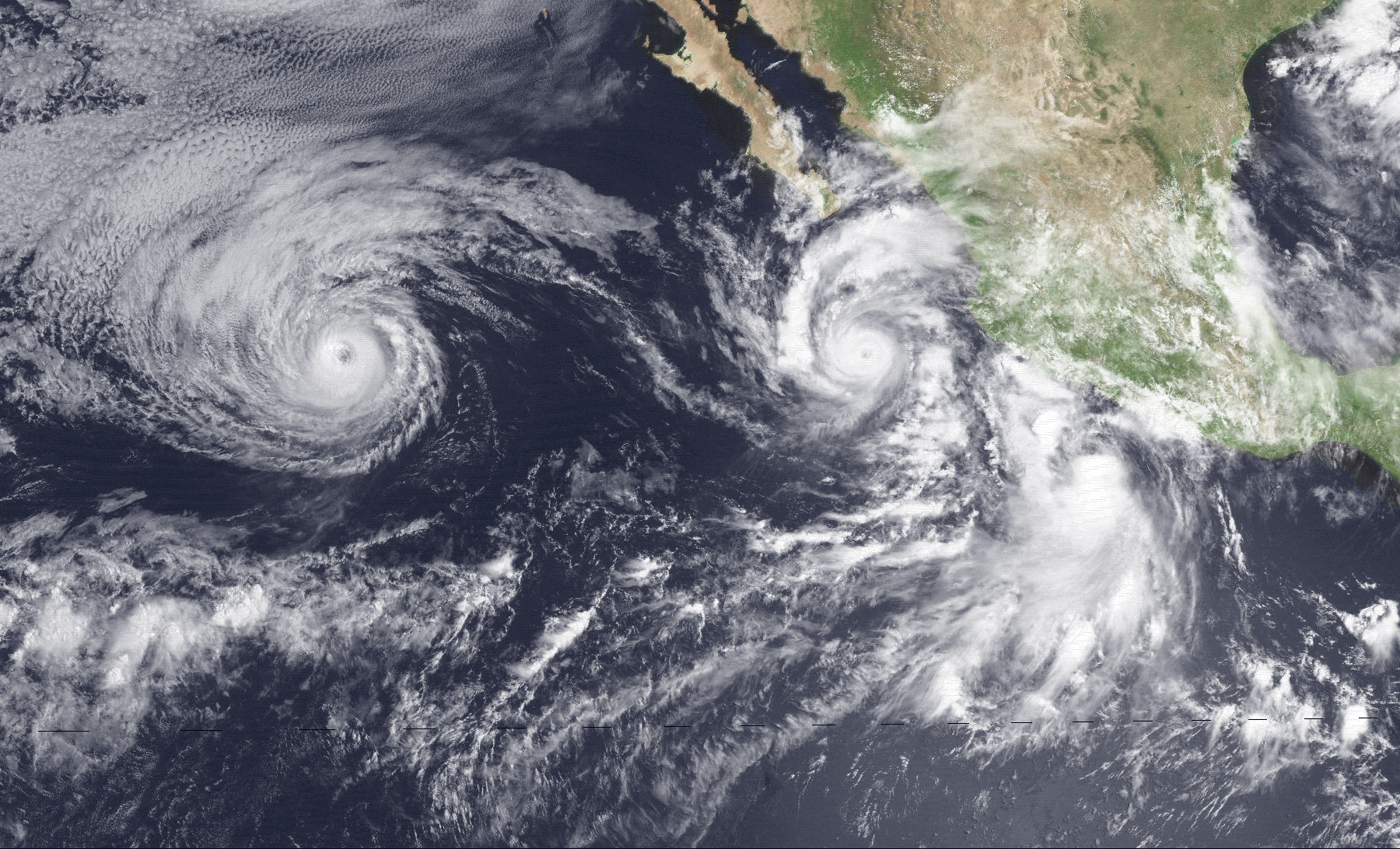
Imagem panorâmica dos furacões Greg, Hilary e da tempestade tropical Irwin em 21 de agosto de 1993

O índice de energia ciclônica acumulada (ECA) para a temporada de furacões no Pacífico de 1993 no total é de 201,8 unidades. Em termos gerais, ECA é uma medida da força de uma tempestade tropical ou subtropical multiplicada pela duração de sua existência. É calculado apenas para alertas completos sobre sistemas tropicais e subtropicais específicos que atingem ou excedem velocidades do vento de 63 km/h (39 mph).
O ciclone mais intenso da temporada foi o furacão Lidia, um poderoso furacão de categoria 4 que atingiu Sinaloa como um furacão de categoria 2. Matando sete pessoas, Lidia também causou extensos danos a propriedades no México e nos Estados Unidos, pois os restos do sistema se combinaram com uma frente fria para produzir Clima severo no Texas. No entanto, a tempestade mais notável da temporada, em termos de fatalidades, foi o furacão Calvin. Originário de uma área de clima perturbado em 4 de julho, atingiu um pico de intensidade de 180 km/h (110 mph) antes de fazer um landfall inicial perto de Manzanillo, Colima, México. Enfraquecendo rapidamente devido à interação terrestre com a costa mexicana, o furacão ressurgiu nas águas do Pacífico, embora a tempestade não tenha se intensificado e continuou a enfraquecer à medida que avançava para noroeste. Em 8 de julho, Calvin fez um segundo e último desembarque na ponta sul da Península de Baja California antes de enfraquecer para uma depressão tropical e dissipar em 9 de julho. Pelo menos 34 mortes podem ser atribuídas ao sistema, bem como US $ 32 milhões (US $ 1993) ou mais em danos.

## Ciclones tropicais

### Furacão Adrian
Em 11 de junho, uma área de atividade de chuva e tempestade situada a aproximadamente 835 mi (1,344 km) intensificou-se para uma depressão tropical. Embutida em um fluxo de direção fraco, a depressão inicialmente derivou para o oeste e começou a se organizar acima das altas temperaturas da superfície do mar e baixo cisalhamento do vento. Dezoito horas após a formação, a depressão tornou-se uma tempestade tropical, ganhando o nome de Adrian e se tornando a primeira tempestade tropical da temporada. Voltando-se para o noroeste, Adrian gradualmente se fortaleceu para atingir o status de furacão por volta das 1200 UTC em 15 de junho, e a tempestade atingiu uma intensidade de pico de 137 km/h (85 mph) e uma pressão barométrica mínima de 979 mbar (28.9 inHg) no dia seguinte. No entanto, o sistema girou no sentido horário em direção ao sudeste, o cisalhamento do vento começou a afetar o ciclone e Adrian enfraqueceu para uma tempestade tropical no início de 17 de junho. Tornando-se quase estacionário, Adrian enfraqueceu ainda mais para uma depressão tropical no final do mesmo dia, e se dissipou às 18h00 UTC em 19 de junho, sem quaisquer efeitos na terra.

### Tempestade tropical Beatriz
Em 14 de junho, imagens de satélite revelaram um aumento na atividade de tempestades ao sul do Golfo de Tehuanpec. Movendo-se pouco, uma ampla superfície baixa desenvolveu-se com a massa de nuvens, e uma onda tropical se moveu pela área. Embora a perturbação permanecesse desorganizada, uma segunda onda tropical atingiu a região em 18 de junho, quando a nebulosidade lá se tornou mais concentrada. De acordo com uma análise pós-tempestade de dados de satélite e relatórios sinóticos, é notado que uma depressão tropical se formou às 06:00 UTC em 18 de junho, enquanto localizada a aproximadamente 150 mi (240 km) ao sul-sudeste de Huatulco, México. Fortalecendo-se rapidamente, a depressão intensificou uma tempestade tropical seis horas depois, com base em um relatório de navio, que ganhou o nome de Beatriz. Movendo-se geralmente em direção ao noroeste, parcialmente devido à grande circulação da tempestade tropical Arlene no Golfo do México, Beatriz atingiu um pico de intensidade de 40 mph (65 km/h) às 18h00 UTC em 19 de junho. Pouco depois, o sistema atingiu a costa perto de Puerto Escondido, Oaxaca e rapidamente enfraqueceu para uma depressão tropical sobre o terreno montanhoso do México. Beatriz se dissipou às 6h00 UTC de 20 de junho, embora a nebulosidade remanescente e a convecção associada da tempestade tenham se espalhado por partes do Golfo do México ocidental naquele mesmo dia. Beatriz causou danos extensos no sudoeste do México, especialmente de fortes chuvas e inundações, com os maiores totais de chuva entre cinco e dez polegadas ocorrendo em Oaxaca, com totais ainda mais altos de 11,97 em (304 mm) e 15,46 em (393 mm) de Las Piñas e Salina Cruz. Seis mortes foram registradas nos estados mexicanos de Morelos e Veracruz por enchentes e árvores derrubadas atribuídas a Beatriz.

### Depressão tropical Três-E
Em 12 de junho, uma onda tropical se moveu ao largo da costa ocidental da África e cruzou o Oceano Atlântico com pouco ou nenhum desenvolvimento. Movendo-se para o Oceano Pacífico, estima-se que uma depressão tropical se formou às 00:00 UTC de 27 de junho. Movendo-se inicialmente em direção ao noroeste, a depressão, conhecida como Três-E, tornou - se ligeiramente mais organizada à medida que se aproximava da costa mexicana. Vinte e quatro horas depois, a depressão era de aproximadamente 50 mi (80 km) largo da costa do México, perto de Puerto Escondidio. Pouco depois, a depressão começou a enfraquecer, provavelmente devido à interação com a terra. Virando-se para o oeste-noroeste, a depressão acelerou em seu movimento para frente, embora permanecesse em um estado desorganizado. Pouco tempo depois, o Três-E voltou para o noroeste e começou a se organizar novamente. Imagens de satélite de 30 de junho revelaram que a depressão estava próxima da intensidade de uma tempestade tropical, embora o sistema ainda não tivesse a organização para ser declarado como tal. Nos dias seguintes, o Three-E fez a transição em movimento entre o norte e o noroeste e, em 1º de julho, a depressão se aproximou da Baja California. No entanto, provavelmente devido às temperaturas mais frias da superfície do mar e maior cisalhamento do vento, a maior parte da convecção associada ao sistema se dissipou antes de atingir a parte sul da Baja Califórnia. Às 00:00 UTC de 2 de julho, a depressão se dissipou a uma curta distância ao norte de La Paz.
Pouco antes da formação da Depressão Tropical Três-E, é relatado que chuvas intensas localmente caíram sobre partes dos estados de Chiapas, Oaxaca e Tabasco, onde chuvas de 24 horas totalizam 224 mm (8.80 in), 221 mm (8.69 in), e 213 mm (8.39 in) foram relatados, respectivamente. Em Atoyac e Acapulco, a precipitação total de 24 horas é de 184 mm (7.26 in) e 150 mm (6 in) foram relatados. Além disso, entre 26 de junho e 29 de junho, Acapulco relatou um total de chuva de 4 dias de 302 mm (11.89 in). Por último, de acordo com uma reportagem da Associated Press, 300 famílias foram evacuadas no México, embora um local específico seja desconhecido. Nenhuma morte ou dano foi relatado em associação com a depressão tropical.

### Furacão Calvin
A tempestade mais mortal da temporada, o furacão Calvin, foi identificada pela primeira vez como uma área de mau tempo perto do Golfo de Tehuantepec em 2 de julho Seguindo o desenvolvimento de características de bandas, a perturbação se organizou em uma depressão tropical dois dias depois, embora situada em 315 mi (507 km) sudeste de Acapulco, México. Intensificando-se rapidamente, a depressão logo foi chamada de Calvin, pois atingiu ventos fortes. Depois de inicialmente seguir para o oeste, Calvin virou para o norte e atingiu o status de furacão antes de reinstalar um componente para o oeste.  Situada próximo à costa do México, Calvino atingiu seu pico de intensidade com ventos de 180 km/h (110 mph) em 7 de julho antes de desembarcar. Substancialmente interrompido pela interação com a terra, o furacão enfraqueceu rapidamente antes de emergir de volta à água como um sistema mínimo. Agora uma depressão tropical, Calvin fez seu desembarque final na Baja California Sur antes de se dissipar nas águas frias da região.
Seguindo a abordagem mais próxima de Calvin, a estação do Serviço Meteorológico do México em Manzanillo registrou uma pressão barométrica mínima de 986.5 mbar (29.13 inHg), bem como 135 km/h (84 mph) ventos de superfície quando o centro de Calvino passou um pouco para o oeste. O Instituto Oceanografico del Pacifico em Manzanillo informou uma pressão central mínima de 994 mbar (29.4 inHg). Apenas dois outros relatos de ventos com força de tempestade tropical foram relatados no continente mexicano, além de Manzanillo, foram relatados em associação com Calvin. Em Calimo, ventos sustentados de 97 km/h (60 mph) foram observados às 13:00 UTC. Pouco depois, perto de 1545 UTC, ventos sustentados de 56 km/h (35 mph) com rajadas de até 72 km/h (45 mph) foram reportados no mesmo local. Vários navios relataram mau tempo durante a existência de Calvin, com o Pacific Sandpiper relatando uma altura máxima de onda de 13 m (44 ft). Em Acapulco, é relatado que ondas superiores a 4.6 m (15 ft) mudou-se pela cidade. Em vários estados, chuvas fortes entre 130–250 mm (5–10 in) foi registado. Porém, em Las Pilas, o maior total de chuvas foi observado, com 41,500 mm (1,634 in). De acordo com o The Miami Herald e o West Hawaii Today, Calvin é culpado pelas 34 mortes, que incluem diretas e indiretas. A maioria das fatalidades veio de chuvas fortes associadas ao sistema. O estado de emergência foi declarado em pelo menos dez estados no México após a passagem de Calvin, e o Departamento de Defesa mexicano disse que 42.063 pessoas foram evacuadas em onze estados. Além disso, pelo menos 1.600 pessoas ficaram desabrigadas. Finalmente, o mar agitado perto de Lázaro Cárdenas fez com que todas as 4.000 toneladas de ácido sulfúrico vazassem a bordo do navio-tanque Betula, anteriormente encalhado.

### Furacão Dora
Em 27 de junho, uma onda tropical emergiu da costa ocidental da África e cruzou o Atlântico sem se desenvolver. Em 9 de julho, a onda entrou no Pacífico Oriental, retratada com pouca atividade de tempestade forte. No entanto, em 11 de julho, a convecção profunda aumentou significativamente em associação com o distúrbio, e estima-se que uma depressão tropical se formou três dias depois, às 12:00 UTC. Inserida em uma área de baixo cisalhamento do vento e altas temperaturas da superfície do mar, a depressão rapidamente se fortaleceu em uma tempestade tropical, recebendo o nome de Dora, seis horas após a formação. Movendo-se em direção ao oeste, Dora atingiu o status de furacão às 18h00 UTC em 15 de julho e o status de Categoria 2 no início de 16 de julho. Fortalecendo-se ainda mais, Dora atingiu o status de grande furacão na manhã seguinte, e atingiu sua intensidade máxima de 217 km/h (135 mph) com uma pressão barométrica mínima de 945 mbar (27.9 inHg) no início de 17 de julho. Movendo-se de oeste para oeste-noroeste em torno da periferia de uma alta subtropical, o furacão começou a atingir temperaturas mais frias da superfície do mar (TSM) e maior cisalhamento do vento. Assim, o ciclone se tornou uma tempestade tropical por volta das 1800 UTC de 18 de julho. Na tarde seguinte, Dora enfraqueceu para uma depressão tropical e se dissipou no início de 21 de julho. Nenhuma morte, dano ou impacto associado devido ao sistema foi relatado ao Centro Nacional de Furacões.

### Furacão Eugene
Uma onda tropical atravessou o Atlântico e o Caribe, antes de atingir o Oceano Pacífico em meados de julho. Seguindo o desenvolvimento de uma circulação de baixo nível de cerca de 805 mi (1,296 km) ao sul-sudoeste do extremo sul da Baja California, o sistema foi classificado como Depressão Tropical Seis-E em 15 de julho Depois que as características das faixas melhoraram, a depressão foi atualizada para a tempestade tropical Eugene em 16 de julho A tempestade continuou a se fortalecer e se organizar, alcançando o status de furacão no início de 17 de julho Eugene atingiu seu pico de intensidade com ventos máximos sustentados de 201 km/h (125 mph) e uma pressão barométrica mínima de 948 mbar (28.0 inHg) em 1800 UTC em 19 de julho.  Após o pico da intensidade, Eugene começou a enfraquecer devido ao aumento do cisalhamento do vento e diminuição da SST,  e foi rebaixado para uma tempestade tropical em 22 de julho.
Eugene cruzou 140 ° W em 22 de julho e entrou na área de responsabilidade do Central Pacific Hurricane Center. Eugene enfraqueceu ainda mais e foi rebaixado para depressão tropical em 24 de julho.  Em 12:00 UTC em 24 de julho, Eugene atingiu a costa perto de Pahala, Havaí, com ventos de 56 km/h (35 mph).  Depois de uma bóia perto do caminho de Eugene, não relatou nenhum clima anormal em 25 de julho, Eugene foi declarado dissipado às 06:00 UTC, embora localizado a sudeste das Ilhas Havaianas.  Eugene trouxe a tão necessária chuva para as principais ilhas havaianas. A tempestade não causou danos significativos, apenas espalhou pequenos apagões e rompimento de galhos de árvores; estradas também eram perigosas para dirigir. A única fatalidade associada a Eugene foi a morte de um pescador de 45 anos, morto quando seu barco foi destruído em mar agitado.

### Furacão Keoni
Uma área de mau tempo evoluiu para Depressão Tropical Um-C em 0000 UTC em 9 de agosto, próximo a 12 ° N, 144 ° W. A depressão permaneceu desorganizada e se fortaleceu lentamente nos três dias seguintes. No final de 12 de agosto, a depressão foi elevada para Tempestade Tropical Keoni. Depois disso, mudou-se na direção oeste-noroeste. Keoni se intensificou em uma furacão categoria 1 no final de 14 de agosto Menos de 24 horas depois, atingiu a categoria 2 intensidade. Em 18 de agosto, Keoni atingiu o pico de 210 km/h (130 mph) Categoria 4.
A tempestade passou cerca de 240 km (150 mi) ao sul de Johnston Atoll em 18 de agosto Conforme Keoni se aproximava, cerca de 1000 pessoas evacuaram o atol. Trouxe mar agitado e como a tempestade era compacta, as rajadas de vento atingiram apenas 72 km/h (45 mph). Em 17 de agosto, Keoni começou a enfraquecer e caiu para a categoria 3 intensidade. Seis horas depois, enfraqueceu para uma furacão categoria 2. Keoni caiu ainda mais para uma furacão categoria 1 em 18 de agosto No final do dia seguinte, Keoni cruzou a Linha Internacional de Data e foi reclassificado como um tufão.

### Furacão Fernanda
Fernanda se formou a partir de uma onda tropical que se deslocou da costa oeste africana em 28 de julho e cruzou para o Oceano Pacífico Oriental. A tempestade em desenvolvimento atingiu o status de tempestade tropical em 9 de agosto, enquanto 1,022 km (635 mi) ao sul do extremo sul da Baja California, e Fernanda se intensificou em um furacão no dia seguinte. Fernanda desenvolveu um olho grande e bem definido, atingindo o pico de 233 km/h (145 mph) em 12 de agosto sobre o Pacífico leste aberto. Fernanda finalmente cruzou para o Pacífico central em 14 de agosto, e passou perto de 300 mi (483 km) a nordeste da Ilha Grande do Havaí como um furacão de categoria 2 em 16 de agosto.  Fernanda mais tarde começou a se curvar lentamente para o noroeste em 16 de agosto sob a influência de uma depressão de nível superior após se aproximar das ilhas havaianas, tornando-se extratropical em 19 de agosto após enfraquecer devido ao cisalhamento e águas mais frias, com a circulação remanescente fundindo-se com a parte superior fria -nível calha.
Embora não tenha desembarcado nas ilhas havaianas, a aproximação de Fernanda gerou um alerta de furacão para a Ilha Grande e um alerta de furacão em outras partes das ilhas. Ondas fortes e ondas afetaram as ilhas, com ondas de até 15 (5 m) e 20 pés (6 m) relatadas em Kauai, causando danos às estradas costeiras em todas as ilhas, permitindo a entrada de água em algumas casas, e lavar uma casa a vários metros de sua fundação. Muitos parques de praia também foram inundados, embora as evacuações tenham evitado mortes. No total, Fernanda causou $ 5 milhões (1993 USD, $ 8,85 milhões 2020 USD) em danos às Ilhas Havaianas, e a umidade induzida pela interação de Fernanda e o vale frio também afetou as ilhas, produzindo aguaceiros e tempestades em todas as ilhas. ilhas e inundações localizadas em Kauai.

### Furacão Greg
Em 10 de agosto, a tempestade tropical Bret atingiu a Nicarágua com ventos máximos de 72 km/h (45 mph). Movendo-se rapidamente para o interior, Bret enfraqueceu para uma depressão tropical e se dissipou no terreno montanhoso da América Central. Movendo-se para oeste, a convecção associada com a área remanescente de nebulosidade desenvolveu-se em rajadas intermitentes, mas em 14 de agosto, uma tendência de desenvolvimento mais constante foi observada. Enquanto centrado 290 mi (470 km) ao sul-sudeste de Manzanillo, estima-se que uma depressão tropical se formou por volta de 0000 UTC de 15 de agosto. De acordo com o National Hurricane Center, as imagens de satélite do dia 15 revelaram um sistema muito melhor organizado do que 24 horas antes, e estima-se que a depressão tenha se intensificado para uma tempestade tropical às 12:00 UTC, recebendo o nome de Greg. Virando-se para o oeste-noroeste, o sistema continuou a se intensificar, atingindo o status de furacão às 12:00 UTC em 16 de agosto. Naquela época, indícios de uma característica ocular eram observáveis em imagens de satélite. A rápida intensificação se seguiu e Greg se tornou um forte furacão de categoria 2 por volta de 1800 UTC, com ventos máximos de 169 km/h (105 mph) quando um olho pequeno e bastante bem definido se tornou visível. No entanto, logo depois disso, o olho ficou obscurecido, uma indicação de que Greg estava em uma tendência de enfraquecimento. Ocorreu uma desaceleração no movimento de avanço e Greg virou para o oeste antes de se mover para oeste-sudoeste, na direção geral da Ilha Socorro.

### Furacão Hilary
O terceiro de uma série de furacões intensos em agosto, o Hilary se originou de uma onda tropical que cruzou a América Central em agosto. 14. Em 17 de agosto, apenas três dias após a entrada no Pacífico Oriental, a onda estava suficientemente organizada para ser declarada Depressão Tropical Nove-E. Seguindo para o oeste, a depressão gradualmente desenvolveu-se, atingindo o status de furacão dois dias depois. Nessa época, uma crista situada sobre o Golfo do México fez com que Hilary virasse para noroeste, paralela à costa mexicana. Seguindo o desenvolvimento de um 18 mi (29 km) olho aberto em 21 de agosto, a tempestade intensificou-se ainda mais em uma furacão categoria 3, atingindo ventos de pico de 190 km/h (120 mph). Em 23 de agosto, o furacão quase parou quando passou por uma interação do Fujiwhara com a recém-desenvolvida tempestade tropical Irwin. Executando um pequeno loop no sentido anti-horário, Hilary degradou-se à intensidade da tempestade tropical e seguiu para o norte pelo resto de sua existência.  A tempestade atingiu duas terras no México, uma na Baja California Sur em 25 de agosto e novamente perto de Hermosillo, Sonora no dia seguinte. Os remanescentes de Hilary foram observados pela última vez no norte do Golfo da Califórnia em 27 de agosto.
Devido à proximidade de Hilary com o México em 20 de agosto, vigias de furacão foram emitidos para grande parte da costa sul; no entanto, eles foram descontinuados posteriormente. Assim que o sistema iniciou sua trajetória para o norte, novos avisos foram emitidos para a Península de Baja California, bem como para o litoral do Golfo da Califórnia.  Chuvas fortes, com pico de 28,800 mm (1,135 in), acompanhou a tempestade, embora nenhum dano ou morte tenha ocorrido.  As faixas externas da tempestade também trouxeram chuvas localizadas em partes da Califórnia, resultando em inundações repentinas.

### Tempestade tropical Irwin
Em 20 de agosto, a convecção aumentou ao sul do Golfo de Tehuantepec, quando uma onda tropical, que é provavelmente responsável pela tempestade tropical Cindy no Atlântico, invadiu a região. Imagens de satélite em 21 de agosto revelaram um aumento na organização associado ao distúrbio, e estima-se que uma depressão tropical se formou às 06:00 UTC. Seis horas depois, a depressão foi elevada para uma tempestade tropical após 95 km/h (59 mph) vento de superfície foi reportado pelo navio BT Nestor. Recebendo o nome de Irwin, o sistema moveu-se em direção ao noroeste, exibindo uma aparência de nuvem bastante desorganizada. Além disso, a maioria das estimativas de vento de satélite nunca ultrapassou 72 km/h (45 mph), com exceção de uma estimativa de 80 km/h (50 mph) do Air Force Global Weather Center às 04:27 UTC do dia 22 de agosto. Às 21:00 UTC do dia 21 de agosto, avisos de tempestade tropical emitidos de Zihuatanejo para Cabo Corrientes, México, em antecipação à chegada da tempestade. Apesar da aparência desorganizada de nuvens do sistema, observações combinadas de navios próximos, bem como um relatório de Manzanillo, no México, revelam que os ventos máximos sustentados de Irwin podem ter chegado a 110 km/h (70 mph) com pressão barométrica mínima de 999 mbar (29.5 inHg), que foi definido como a intensidade do pico da tempestade às 00:00 UTC do dia 22 de agosto. Seguindo paralelo ao litoral do sul do México, Irwin enfraqueceu rapidamente ao começar a ser absorvido pelo furacão Hilary. Por volta de 18:00 UTC de 22 de agosto, Irwin foi totalmente absorvido pelo furacão Hilary, quando o furacão estava situado em 400 km (250 mi) a oeste de Irwin. Nesse momento, todos os avisos de tempestade tropical foram descartados para a costa mexicana.
Enquanto localizado a 64 km (40 mi) ao sul de Manzanillo, o ciclone gerou ventos sustentados de 106 km/h (66 mph) na cidade, bem como pressão mínima de 1,003.5 mbar (29.63 inHg). Ao mesmo tempo, ventos de 160 km/h (100 mph) foram relatados no porto de Manzanillo por Peter Maxwell, então proprietário do hotel, embora, de acordo com o National Hurricane Center, esses ventos tenham sido superestimados. Em Jala, uma precipitação máxima total de 180 mm (7 in) foi registado. Nenhuma morte ou dano associado foi relatado com o sistema.

### Furacão Jova
Em 14 de agosto, uma onda tropical saiu da costa leste da África e entrou no Oceano Atlântico. A onda moveu-se para o oeste, finalmente entrando no oceano Pacífico oriental. Em 26 de agosto, começaram a aparecer sinais de desenvolvimento de circulação. A circulação tornou-se gradualmente mais definida e, em 29 de agosto, a onda tornou-se uma depressão tropical a cerca de 125 milhas náuticas ao sul da costa do México. A depressão moveu-se para noroeste, paralelamente à costa do México, tornando-se a tempestade tropical Jova às 18:00 UTC. No início de 31 de agosto, Jova tornou-se um furacão e logo depois começou a se intensificar rapidamente, atingindo seu pico de intensidade com ventos sustentados de 210 km/h (130 mph) às 06:00 UTC de 1 de setembro. Posteriormente, o olho do furacão tornou-se nublado e mal definido, resultando em uma tendência de enfraquecimento rápido que o levou a uma intensidade mínima de furacão em 2 de setembro. Jova se reintensificou brevemente em 3 de setembro, mas começou a enfraquecer novamente depois disso. No início de 4 de setembro, o furacão enfraqueceu para uma tempestade tropical e, em seguida, para uma depressão tropical às 12:00 UTC. Finalmente, às 00:00 UTC de 6 de setembro, Jova se tornou uma baixa remanescente enquanto estava bem a oeste da Península de Baja.
Como Jova permaneceu offshore, nenhum dano ou morte ocorreu como resultado do furacão. As bandas de chuva externas da tempestade causaram chuvas leves no sul do México, sem impacto relatado.

### Furacão Kenneth
Em 30 de agosto, um aglomerado de nuvens ao sul do Panamá foi observado pelo National Hurricane Center (NHC). Movendo-se em direção ao oeste por vários dias, a perturbação permaneceu relativamente desorganizada, mas foi classificada como uma depressão tropical de 1200 UTC em 5 de setembro, após analistas de satélite do NESDIS Synoptic Analysis Branch (SAB) e do NHC Tropical Satellite Analysis and Forecast (TSAF ) unidade classificou a perturbação como T1.5 pela técnica de Dvorak na época. Além disso, as imagens de satélite mostraram um padrão de tipo de faixa típico, embora a convecção associada fosse mal organizada. No entanto, às 06:00 UTC de 6 de setembro, a convecção se tornou mais intensa e mais bem organizada. Posteriormente, a depressão foi elevada a Tempestade Tropical Kenneth, embora situada em 1,006 km (625 mi) na sul da ponta sul da Baja California. Nesta época, uma grande circulação associada a Kenneth era evidente, com o navio Silvie III relatando ventos sustentados de 64 km/h (40 mph), que se posicionou a 378 km (235 mi) longe do centro da tempestade. Em 7 de setembro, a convecção profunda começou a aumentar acentuadamente perto do centro de circulação e estimou que Kenneth atingiu o status de furacão no início de 8 de setembro. Continuando a se fortalecer, Kenneth alcançou o status de Categoria 2 às 06:00 UTC em 10 de setembro, caracterizado por um olho distinto, e fortalecido ainda mais para atingir o status de grande furacão seis horas depois. Movendo-se em direção ao noroeste, Kenneth alcançou o status de Categoria 4 às 18:00 UTC e atingiu uma intensidade de pico de 240 km/h (150 mph) com pressão barométrica mínima de 932 mbar (27.5 inHg) às 06:00 UTC de 11 de setembro. Pouco tempo depois, a tempestade começou a enfraquecer à medida que ventos fortes e temperaturas mais frias da superfície do mar começaram a impedir a tempestade. Kenneth enfraqueceu para um furacão de categoria 3 no início de 12 de setembro, e um furacão de categoria 2 por volta de 1800 UTC. Movendo-se para o oeste-noroeste, Kenneth se tornou um furacão mínimo no final de 14 de setembro e enfraqueceu ainda mais para o status de tempestade tropical às 00:00 UTC de 15 de setembro. O sistema enfraqueceu para uma depressão tropical em 16 de setembro e, finalmente, após treze dias como um ciclone tropical, Kenneth se dissipou no Pacífico aberto, sem quaisquer efeitos para o solo.

### Furacão Lidia
Formado a partir de uma onda tropical em 8 de setembro, Lidia se organizou de forma constante e se tornou um furacão em 10 de setembro. O furacão continuou a se fortalecer enquanto desenvolvia um olho bem definido e atingiu o pico como uma furacão categoria 4 em 11 de setembro. No entanto, ele enfraqueceu consideravelmente antes de chegar a Sinaloa como uma categoria 2 tempestades. Lidia se dissipou perto de Austin, Texas, em 14 de setembro e mais tarde foi absorvida por uma frente fria. Em todo o México, o furacão matou sete pessoas; mais de 100.000 pessoas foram forçadas a evacuar suas casas. Um total de 160 casas foram destruídas e 10.000 pessoas ficaram desabrigadas por causa da tempestade. Nos Estados Unidos, cinco pessoas sofreram ferimentos e os danos da tempestade totalizaram US $ 8 milhões (US $ 1993).

### Depressão tropical Catorze-E (Gert)
Movendo-se através do terreno montanhoso do México continental, o Furacão Gert no Atlântico rapidamente enfraqueceu para uma depressão tropical ao emergir no Pacífico, onde foi reclassificado como Depressão Tropical Quatorze-E. Movendo-se inicialmente para o oeste e, finalmente, para o oeste-noroeste, é possível que a depressão pudesse ter estado próxima ao status de tempestade tropical antes de virar para o sudoeste, a oeste do extremo sul da Baja Califórnia. A convecção profunda começou a diminuir em 24 de setembro e, dois dias depois, a depressão se dissipou. Não há relatos de mortes ou danos associados à Depressão Tropical Quatorze-E, embora seu processador tenha causado muitas mortes e extensos danos no México.

### Tempestade tropical Max
Uma área de convecção, provavelmente associada a uma onda tropical do Atlântico, fortaleceu uma depressão tropical às 00:00 UTC de 30 de setembro. Continuando a se organizar, a depressão se fortaleceu em uma tempestade tropical doze horas depois, ganhando o nome de Max. No entanto, logo depois disso, o forte cisalhamento do vento removeu a convecção do topo do centro de baixo nível de Max, e o sistema enfraqueceu para uma depressão tropical. Como um grande anticiclone de nível superior começou a se estender para o oeste, o cisalhamento do vento de tempestade que afetava Max residiu, e estima-se que o sistema retomou o status de tempestade tropical no final de 1 de outubro, como convecção profunda desenvolveu-se novamente em associação com o ciclone. Às 00:00 do dia 2 de outubro, Max atingiu seu pico de intensidade de 72 km/h (45 mph) com pressão barométrica mínima de 1,000 mbar (30 inHg). Encaixado em uma região de correntes de direção fracas, Max vagou por alguns dias enquanto enfraquecia. O sistema foi mais uma vez rebaixado para depressão tropical durante as horas da tarde de 3 de outubro, e mais tarde foi absorvido por uma maior tempestade tropical Norma às 00 UTC de 4 de outubro. Como o sistema se afastou da terra, nenhuma morte, dano ou efeitos na terra foram relatados.

### Tempestade tropical Norma
Em 29 de setembro, uma grande área de mau tempo foi identificada pela primeira vez algumas centenas de milhas ao sul de Acapulco. Organizando-se gradualmente, o distúrbio desenvolveu um centro de circulação fechado de baixo nível em 2 de outubro e, subsequentemente, foi atualizado para uma depressão tropical às 18:00 UTC, enquanto centrado em 600 mi (970 km) ao sul da ponta sul da Baja California. Inserida em uma região de baixo cisalhamento do vento e temperaturas quentes da superfície do mar, a depressão rapidamente se intensificou para atingir o status de tempestade tropical em 1200 UTC, 3 de outubro, ganhando o nome de Norma. Movendo-se em direção ao noroeste, Norma atingiu uma intensidade de pico de 80 km/h (50 mph) com pressão barométrica mínima de 1,000 mbar (30 inHg) no início de 4 de outubro. Neste momento, o menor Max foi absorvido pela circulação de Norma, e a tempestade mudou-se para uma área de fluxo de nível superior sudoeste. Posteriormente, Norma começou a enfraquecer e seu centro de baixo nível ficou exposto ao sudoeste da convecção profunda do sistema no final de 4 de outubro. Enfraquecendo para uma depressão tropical às 00:00 UTC de 5 de outubro, Norma derivou em direção ao noroeste como um redemoinho de nuvens baixas e se dissipou durante as horas da tarde de 6 de outubro, sem quaisquer fatalidades, danos ou efeitos na terra.

### Depressão tropical Dezassete-E
Em 11 de outubro, o último ciclone tropical da temporada de 1993 desenvolveu-se várias centenas de quilômetros ao sudeste da Baja Califórnia. Sob condições aparentemente favoráveis, a depressão moveu-se para noroeste e se fortaleceu ligeiramente para atingir um pico de intensidade de 56 km/h (35 mph) com pressão barométrica mínima de 1,009 mbar (29.8 inHg). Pouco depois, a depressão começou a entrar em temperaturas mais frias da superfície do mar e maior cisalhamento do vento, posteriormente se dissipando às 00:00 UTC de 14 de outubro, sem quaisquer efeitos sobre a terra.

### Outros sistemas
De acordo com o Joint Typhoon Warning Center, em 11 de agosto uma depressão tropical se formou a leste do Dateline Internacional e logo deixou a área de responsabilidade do CPHC.  De acordo com o JTWC, em 12 de outubro uma depressão tropical formou-se a leste do Dateline Internacional e 3 dias depois saiu da área de responsabilidade do CPHC.  Ao entrar no Pacífico ocidental, ela se fortaleceu como uma tempestade tropical e recebeu o nome de Hattie.

## Lista de nomes de ciclones tropicais
Os seguintes nomes serão usados para os ciclones tropicais que se formem no oceano Pacífico este e central em 1993. Os nomes não usados estão marcados com cinza, e os nomes em negrito são das tempestades formadas. Os nomes retirados, em caso, serão anunciados pela Organização Meteorológica Mundial na primavera de 1994. Os nomes que não foram retirados serão usados de novo em 1987. Esta é a mesma lista utilizada em 1999.
| Oceano Pacífico nororiental e central                                  | Oceano Pacífico nororiental e central                                               | Oceano Pacífico nororiental e central |
| ---------------------------------------------------------------------- | ----------------------------------------------------------------------------------- | --- |
| - Adrian - Beatriz - Calvin - Dora - Eugene - Fernanda - Greg - Hilary | - Irwin - Jova - Kenneth - Lidia - Max - Norma - Otis (sem usar) - Pilar (sem usar) | - Ramon (sem usar) - Selma (sem usar) - Todd (sem usar) - Veronica (sem usar) - Wiley (sem usar) - Xina (sem usar) - York (sem usar) - Zelda (sem usar) |
| Oceano Pacífico central                                                |                                                                                     | |
| - Keoni - Li (sem usar)                                                | - Mele (sem usar) - Nona (sem usar)                                                 | |

Os ciclones tropicais são fenómenos que podem durar desde umas quantas horas até um par de semanas ou mais. Por isso, pode ter mais de um ciclone tropical ao mesmo tempo e numa mesma região. Os prognosticadores meteorológicos atribuem à cada ciclone tropical um nome de uma lista predeterminada, para identificá-lo mais facilmente sem confundí-lo com outros. A Organização Meteorológica Mundial (OMM) tem designado centros meteorológicos regionais especializados a efeitos de monitorar e nomear os ciclones.

## Efeitos sazonais
Esta é uma tabela de todas as tempestades que se formaram na temporada de furacões de 1993 no Pacífico. Inclui sua duração, nomes, landfall (s), denotados entre parênteses, danos e totais de mortes. As mortes entre parênteses são adicionais e indiretas (um exemplo de morte indireta seria um acidente de trânsito), mas ainda estavam relacionadas a essa tempestade. Danos e mortes incluem totais enquanto a tempestade era extratropical, uma onda ou uma baixa, e todos os números de danos são em 1993 USD.